# Divus
Divus (łac. bóg) – w starożytnym Rzymie tytuł przyznawany  w wyniku deifikacji dokonywanej przez Senat. Nadawano go przywódcy kraju - pośmiertnie (np. Juliuszowi Cezarowi, niebędącemu wprawdzie nigdy cesarzem, lecz uświęconemu za szczególne zasługi dla kraju) lub za życia (np. Neronowi). 
Tytuł ten wywoływał wiele kontrowersji, zwłaszcza w republikańskiej i wrogiej przejawom monarchii i despotyzmu społeczności rzymskiej. Fakt ten uwypuklony jest w tytułach biografii, których autorem jest Swetoniusz - jedynie niektórzy z władców uzyskują przydomek "Divus".